# Ferricianuro di potassio
Il ferricianuro di potassio (o potassio esacianoferrato(III)) è un sale complesso di ferro(III)-cianuro e potassio.
A temperatura ambiente si presenta come un solido rosso scuro inodore.
In soluzione acquosa presenta un colore giallino e un coefficiente di estinzione molare di 1,02 mM−1 cm−1 a lunghezza d'onda di 420 nm.

## Usi
Il ferricianuro di potassio viene utilizzato nella fotografia chimica come sbiancante dei sali di argento anneriti dal processo di sviluppo, ad es. nel processo di inversione o sviluppo di diapositive, oppure per ottenere il viraggio di immagini in bianco-nero.
Nella sintesi chimica viene comunemente utilizzato come agente ossidante. È un ingrediente importante nella diidrossilazione asimmetrica di Sharpless, dove permette il riciclo del tetrossido di osmio, un materiale molto costoso e tossico.

## Pericolosità
Il ferricianuro di potassio può costituire un pericolo se miscelato con un acido forte, in quanto si produce acido cianidrico, un potentissimo gas velenoso.

## Sintesi
Una piccola quantità di ferricianuro di potassio può essere preparata facendo reagire cloro gassoso con del ferrocianuro di potassio sciolto in acqua. In questo modo il cloro viene ridotto a cloruro ed il ferro Fe(II) ossidato a Fe(III).
La reazione è la seguente:
{\displaystyle {\ce {2 K4[Fe(CN)6] + Cl2 -> 2 K3[Fe(CN)6] + 2 KCl}}}